# Toyota Corolla E10
La prima generazione della Toyota Corolla viene lanciata in Giappone nell'Ottobre del 1966, in sostituzione della Publica e poco tempo dopo la sua principale concorrente la Nissan Sunny (conosciuta all'estero come Datsun 1000).

## Motori
L'idea originale della Toyota è quella di montare sulla prima delle serie della Toyota Corolla un motore 1.0 con una cilindrata effettiva inferiore a 1000 cm³ per farla rientrare in una categoria di auto che gode di agevolazioni fiscali. L'arrivo della Nissan Sunny/Datsun 1000 spinge però i progettisti ad utilizzare un motore di 1077 cm³ per battere la concorrenza: per spingere gli indecisi verso la Corolla la campagna pubblicitaria della Toyota evidenzia proprio quei 100 cm³ in più.
Questo motore, quattro cilindri in linea, dotato di due valvole per cilindro con comando ad aste e bilancieri, eroga una potenza di 60 CV (63 nella Hi-Deluxe) nella versione alimentata da un singolo carburatore (1K) e 73 CV in quella a due carburatori (1K-B).
Nell'Agosto del 1969 il motore 1.1 viene sostituito da un'unità di 1166 cm³, sempre alimentata da un carburatore (3K, 68 CV) o due (3K-B, 77 CV).

## Trasmissioni e telaio

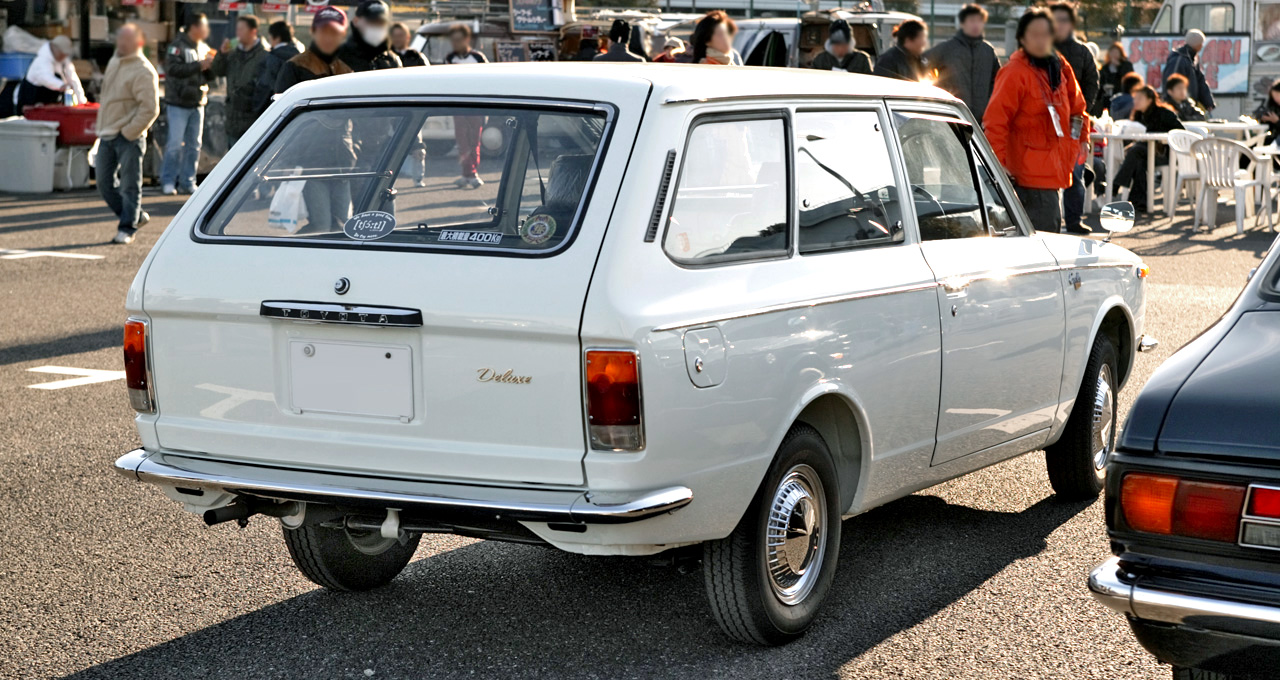
Vista posteriore della station wagon

La Toyota Corolla viene equipaggiata con un cambio manuale a 4 marce con cloche sul pavimento: una soluzione inedita sia per quanto riguarda la collocazione del cambio (per l'epoca tipica dei veicoli commerciali) che per il numero dei rapporti, scelta obbligatoria data la scarsa disponibilità di coppia motrice del piccolo motore 1.1.
In opzione è disponibile un cambio automatico a 2 rapporti con comando al volante oppure sul pavimento. Come molte delle concorrenti della stessa epoca la Toyota Corolla è una vettura a trazione posteriore. Le sospensioni sono indipendenti all'avantreno secondo lo schema MacPherson, supportate da una balestra trasversale che passa sotto il motore, mentre al retrotreno troviamo un ponte rigido con molle a balestra semiellittica. I freni sono a tamburo davanti e dietro e le ruote sono da 12".

## Allestimenti e versioni

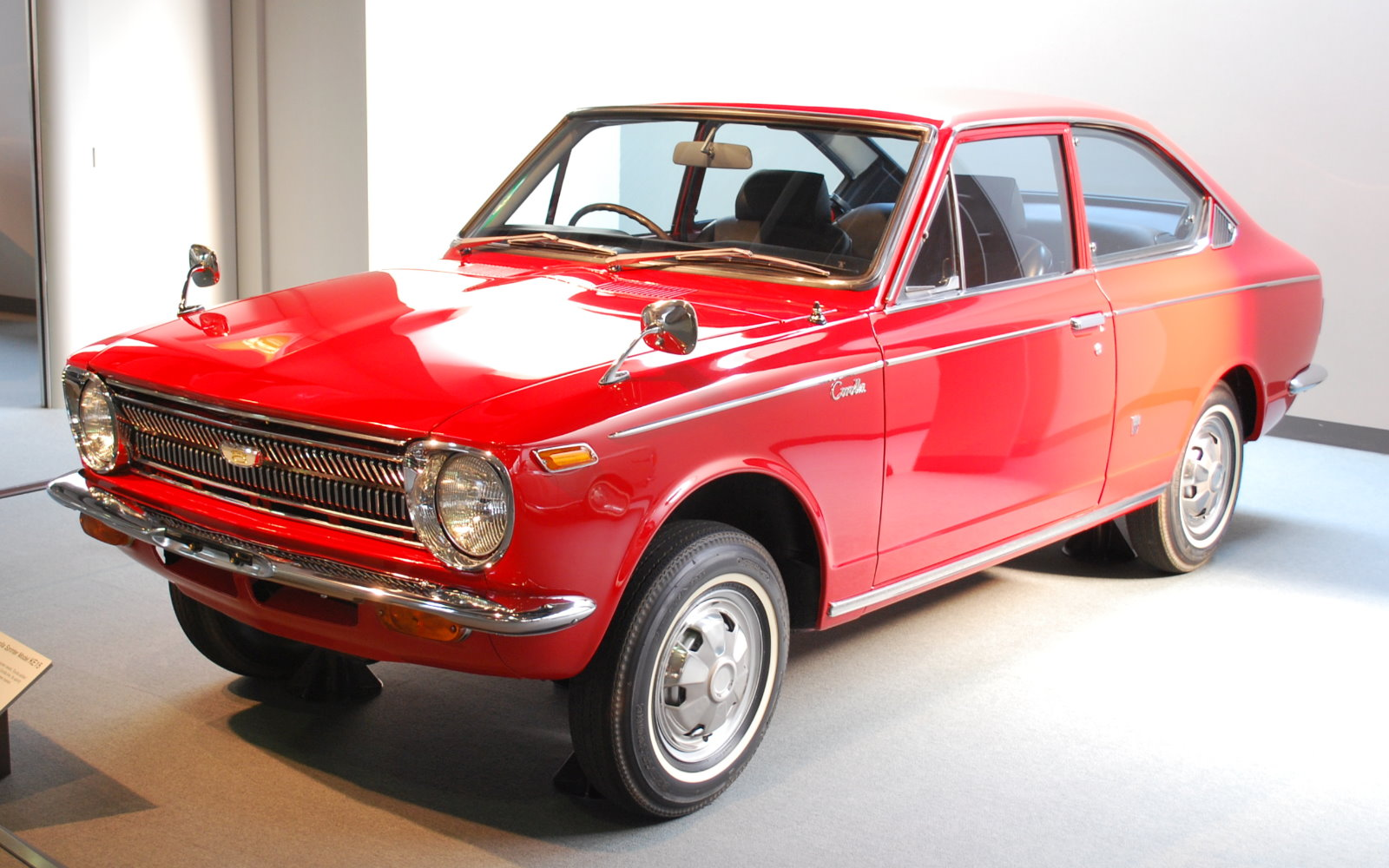
Una Toyota Corolla Sprinter del 1968

La Toyota Corolla è disponibile con tre carrozzerie: berlina 2 e 4 porte, station wagon 2 porte e coupé, denominata "Sprinter".
Gli allestimenti per la berlina sono Base, Hi-Deluxe e SL. Il motore a due carburatori equipaggia sia la SL che la Sprinter, disponibile anche con il motore meno potente.
Oltre che per il mercato interno venne prodotta anche per l'esportazione, soprattutto per il mercato statunitense (dove iniziò la commercializzazione dal 1968) e quello australiano dove venne presentata in contemporanea al mercato interno e assemblata in loco nello stabilimento dei dintorni di Melbourne.
Come d'abitudine della casa, dopo due anni il modello venne sottoposto ad un restyling parziale e nel 1970 venne sostituito dalla nuova serie, la Toyota Corolla E20.

## Motorizzazioni
| Motore | Cilindrata | Tipo | Alesaggio x Corsa | Alimentazione | Distribuzione                | Rapporto di compressione | Potenza             | Coppia            |
| ------ | ---------- | ---- | ----------------- | ------------- | ---------------------------- | ------------------------ | ------------------- | ----------------- |
| 1K     | 1077 cm³   | L4   | 75 x 61 mm        | 1 carburatore | Aste e bilancieri, 8 valvole | 9:1                      | 60-63 CV @ 6000 rpm | 83 Nm @ 3800 rpm  |
| 1K-B   | 1077 cm³   | L4   | 75 x 61 mm        | 2 carburatori | Aste e bilancieri, 8 valvole | 10:1                     | 73 CV @ 6600 rpm    | 88 N·m @ 4600 rpm |
| 3K     | 1166 cm³   | L4   | 75 x 66 mm        | 1 carburatore | Aste e bilancieri, 8 valvole | 9:1                      | 68 CV @ 6000 rpm    | 88 N·m @ 3800 rpm |
| 3K-B   | 1166 cm³   | L4   | 75 x 66 mm        | 2 carburatori | Aste e bilancieri, 8 valvole | 10:1                     | 77 CV @ 6600 rpm    | 95 N·m @ 4600 rpm |